# دانستنیها
دانستنیها نشریه‌ای علمی-ترویجی بود که با سردبیری و صاحب امتیازی فرانه بهزادی از ۱۳۵۸ به صورت دوهفته‌نامه منتشر می‌شد و نگاهی عامه‌پسندانه به حوزه‌های علم فناوری، طبیعت و تاریخ داشت. آخرین شماره این مجله، شماره ۲۶۹ بود که در نیمه دوم شهریور ۱۴۰۰ منتشر شد. مجلهٔ دانستنیها ابتدا با نام دانستنیها برای جوانان در سال ۱۳۵۸  پس از چند شماره که با استقبال گستردهٔ مخاطبان روبه‌رو شد، نام مجله به عنوان کوتاهِ دانستنیها تغییر یافت. در اغاز صاحب امتیاز و مدیر مسئول مجله علی بهزادی بود که پیش از وقوع انقلاب ۱۳۵۷ ایران، مجلهٔ پرتیراژ سپید و سیاه را منتشر می‌کرد. پس از مدت کوتاهی فرانه بهزادی (دختر علی بهزادی) انتشار مجله را به‌دست گرفت. مجلهٔ دانستنیها نخستین مجلهٔ دایرةالمعارفی و تمام‌رنگی ایران بود که به صورت علمی منتشر می‌شد و جزو یکی از خواندنی‌ترین مجلات دوران معاصر ایران قرار داشت. نخستین شماره مجله در تیرماه ۱۳۵۸ با قیمت ۱۰۰ ریال (۱۰ تومان) منتشر شد و ابتدا مجله ماهنامه و پس از چند شماره به صورت دوهفته نامه منتشر شد. در شناسه نخستین شماره این مجله به عنوان ماهنامه علمی مجله سپید و سیاه معرفی شده است. طراحی و گرافیک اولیه مجله پرویز مستشیری بود. پیش شماره این مجله در یکی از شماره های آخر هفته نامه سپید و سیاه در دوازده صفحه به صورت همراه (لایی) منتشر شد.   
مجله دانستنیها به صورت دو هفته نامه و توسط گروه مجلات همشهری به چاپ می‌رسید. چاپ این مجله در سال ۱۴۰۰ متوقف گردید.

## دور جدید انتشار
در پاییز سال ۱۳۸۸، مؤسسه همشهری امتیاز این مجله را خرید. سه شماره نخست مجله به سردبیری مصطفی اشعری، منتشر شد. سپس سردبیری این مجله به سیامک رحمانی، از روزنامه‌نگاران شناخته شده‌ای که سال‌ها در مجموعه همشهری سابقه داشت، سپرده شد. دبیر تحریریه دوهفته‌نامه دانستنیها در این دوره مهدی صارمی‌فر، روزنامه‌نگار علم، بود. در سال ۱۳۸۹ انتشار دانستنیها به شکل دوهفته‌نامه آغاز و به سرعت به یکی از نشریات موفق و پرتیراژ مجموعه همشهری بدل شد. در آغاز سال ۱۳۹۰، محمدباقر قالیباف، شهردار تهران، دستور داد تمامی روزنامه‌نگاران ارشد مؤسسه همشهری همسویی خود را با شهردار ابراز کنند. این شرایط به جدایی عده‌ای از سردبیران مجموعه همشهری، از جمله سیامک رحمانی منجر شد. با این تحولات محمد جباری، که پیش از آن جانشین سردبیر همشهری جوان بود، سردبیر دانستنیها شد. در شهریور ۱۳۹۷ همهٔ مجلات همشهری به بخش خصوصی سپرده شد. پس از این مجلات همشهری از جمله دانستنیها به مدیریت علی رزاقی بهار و به سردبیری، سید علی ضیایی منتشر می‌شد.  و از ابتدای اسفند ۱۳۹۸ دانستنیها به سردبیری، مهدی صارمی فر و دبیری تحریریه ذوالفقار دانشی منتشر می‌شد. 

## بخش‌های مجله
بخش‌هایی که طی این سال‌ها در مجله وجود داشته‌اند. 

### پرونده جلد
در هر شماره یک موضوع متفاوت که عکس مربوط به آن بر روی جلد است و توضیح مفصلی دربارهٔ آن داده شده‌است.

### شگفتی‌های علم
در این بخش به شگفتی‌های دنیای علم مثل پزشکی، فیزیک، شیمی، ریاضی، نجوم، روانشناسی و…پرداخته می‌شود.

### شگفتی‌های تکنولوژی
در این بخش به شگفتی‌های دنیای تکنولوژی مثل جنگ‌افزار، مهندسی، فضانوردی، سازه‌ها، الکترونیک و…پرداخته می‌شود.

### شگفتی‌های طبیعت
در این بخش به شگفتی‌های دنیای طبیعت مثل جانورشناسی، گیاه‌شناسی، دیرینه‌شناسی، محیط زیست و…پرداخته می‌شود.

### تازه‌ها
جذاب‌ترین خبرهای دنیای علم و تکنولوژی.

### به من بگو چرا
پاسخ کارشناسان دانستنی‌ها به سوالات علمی خوانندگان.

### عجیب ولی واقعی (شگفتی‌های تاریخ)
در این بخش به شگفتی‌های دنیای تاریخ مثل بیوگرافی شخصیت‌های تاریخی، معماهای تاریخی، جنگ‌های معروف و…پرداخته می‌شود.

### عجایب (شگفتی‌های دنیای سرگرمی)
در این بخش به شگفتی‌های دنیای سرگرمی مثل سینما، گیم، ورزش، ادبیات فانتزی و…پرداختهمی‌شود.

### عجیب تر از علم (شگفتی‌های ماوراء الطبیعه)
در این بخش به شگفتی‌های دنیای ماوراء الطبیعه مثل بشقاب پرنده‌ها، بیگانه‌ها، اشباح، هیولاها، مسائل پارانرمال و…پرداخته می‌شود.

### دیجیتال
در این بخش به شگفتی‌های دنیای دیجیتال مثل بازار دیجیتال، راهنمای دیجیتال، سبک زندگی دیجیتال و…پرداخته می‌شود.

### دانستنیها+
پیشنهادهای دانستنیهایی برای خوانندگان.

### فانتزی
نگاه طنز به ماجراهای علمی، تاریخی و…

### باشگاه خوانندگان
پاسخ به نظرات و پیامک‌های خوانندگان مجله توسط فردی که ناشناس است و خود را معرفی نمی‌کند.

### زوم
معرفی و بررسی علم و تکنولوژی از نگاهی دیگر و بررسی معایب و مزایای آن.

### آیا می‌دانید
آیا می‌دانیدهای علمی و جالب.

### تاپ تن
لیست ده تایی از شگفت‌انگیز ترین‌ها در دنیای علم و تکنولوژی.

### سرگرمی
سرگرمی‌هایی از معروف‌ترین سرگرمی‌های منطقی جهان هستند که در سراسر جهان طرفداران خاص خود را دارند.

### تصاویر استریوگرام
تصاویر سه بعدی که دیدن آنها با تکنیک خاصی قابل انجام است.

### به زودی در دانستنیها خواهید خواند
تعدادی از عناوین و مطالبی که در شماره بعدی چاپ می‌شود و توضیح مختصری درباره آنها.

### مگاپیکسل
تصاویر واقعیت افزوده که با نرم‌افزار هم افزا (نرم‌افزار مؤسسه همشهری) قابل اجراست.

### پوستر
در هر شماره یک پوستر از فیزیک، شیمی، ریاضی، نجوم، جنگ‌افزار، مهندسی، فضانوردی، سازه‌ها، الکترونیک، شخصیت‌های تاریخی و…چاپ می‌شود.

## توقف انتشار
در مهر ماه سال ۱۴۰۰، گروه مجلات همشهری با انتشار اطلاعیه‌ای، خبر از توقف انتشار همه مجلات خود، از جمله دانستنیها را منتشر کرد. این اتفاق پس از اتمام قرارداد علی رزاقی بهار، مدیر اسبق مجلات همشهری، با موسسه همشهری رخ داده است. 

## گالری

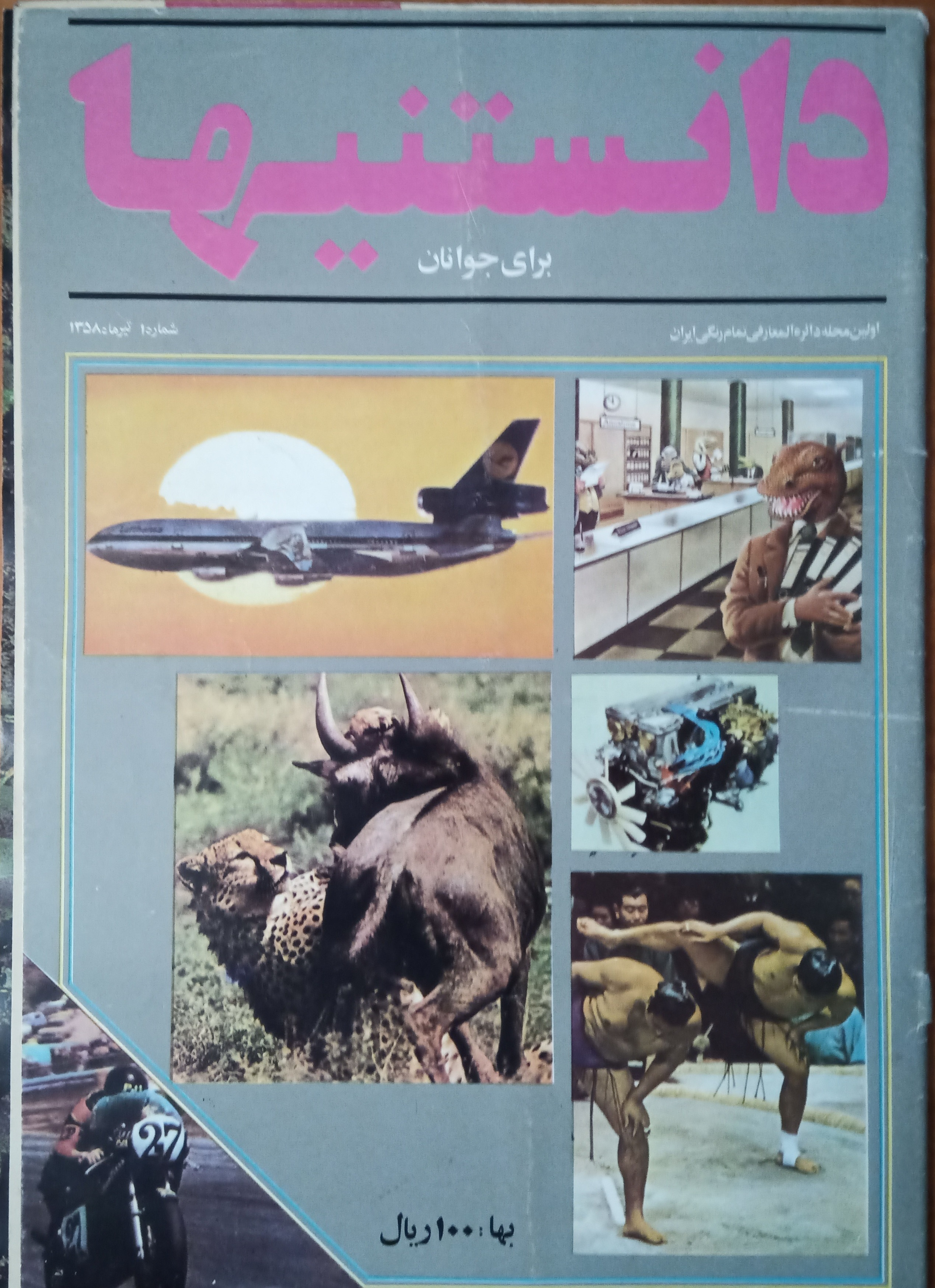
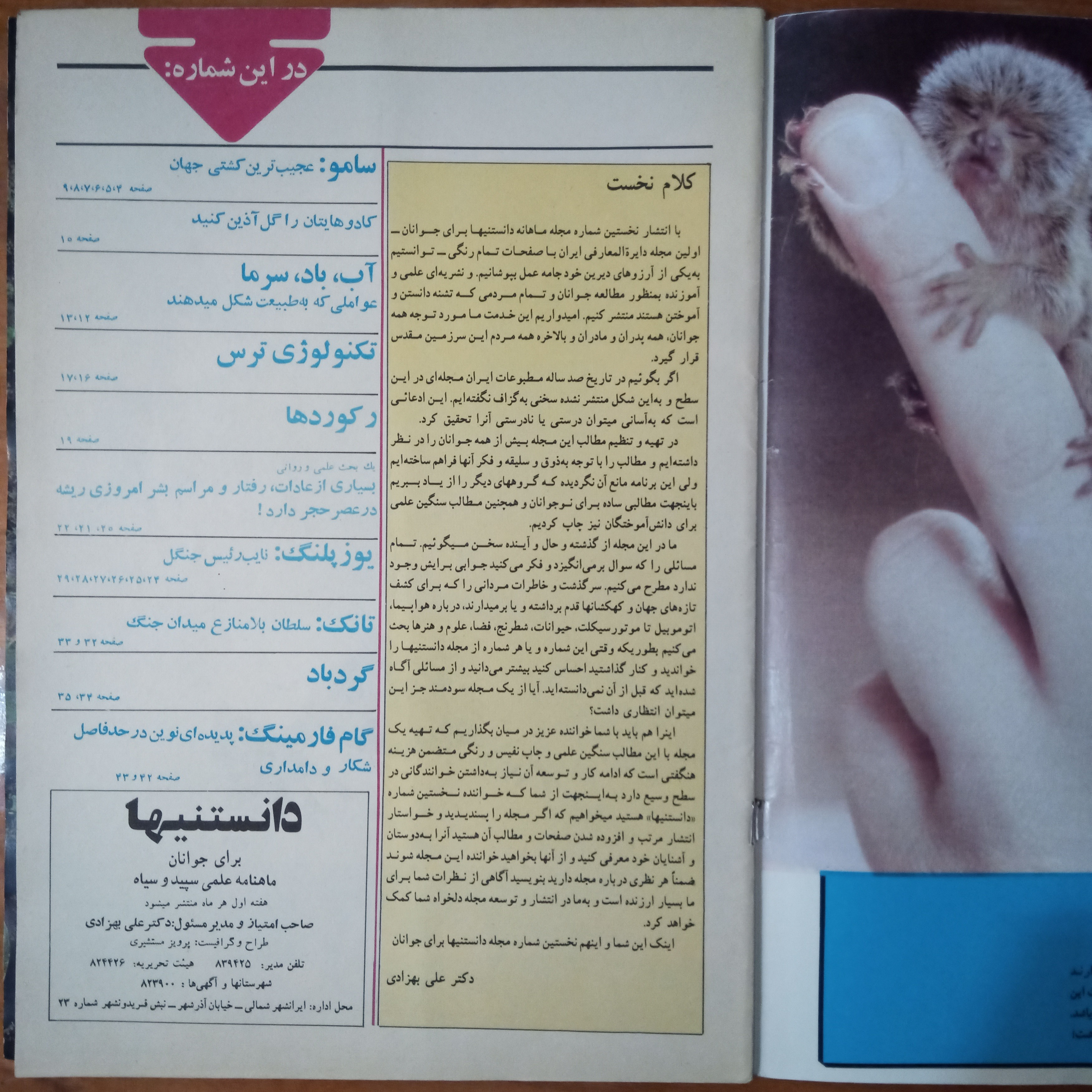
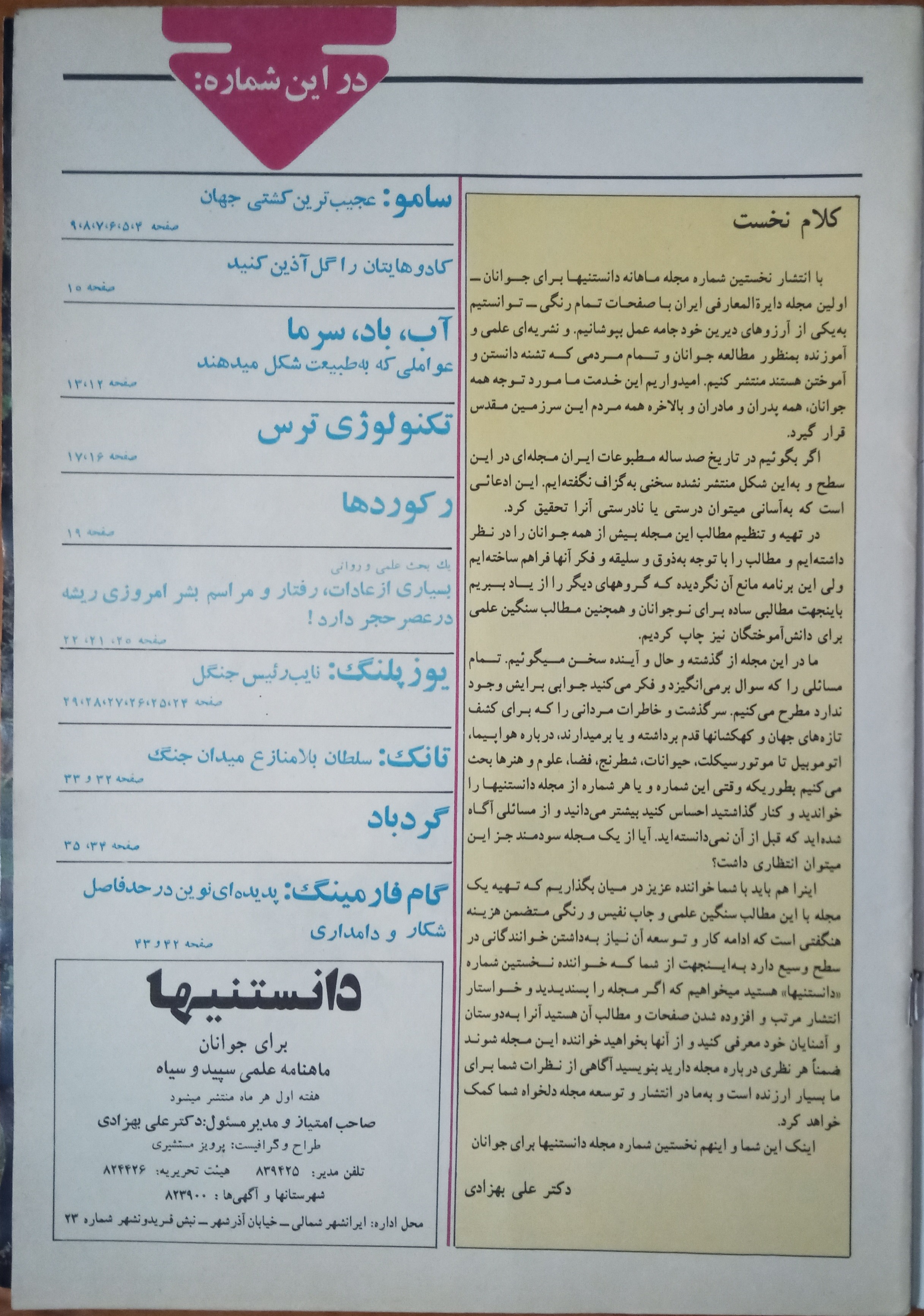
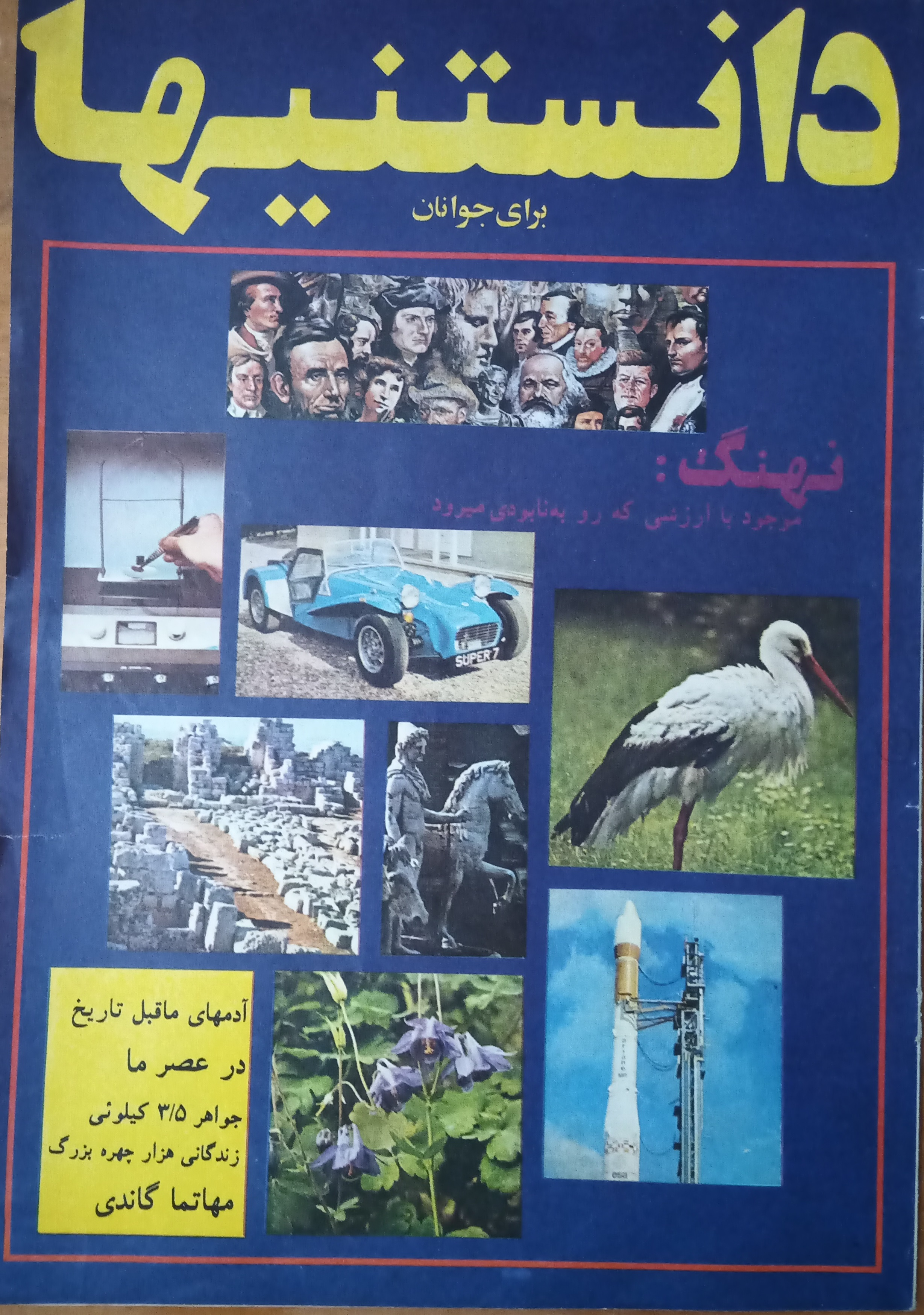
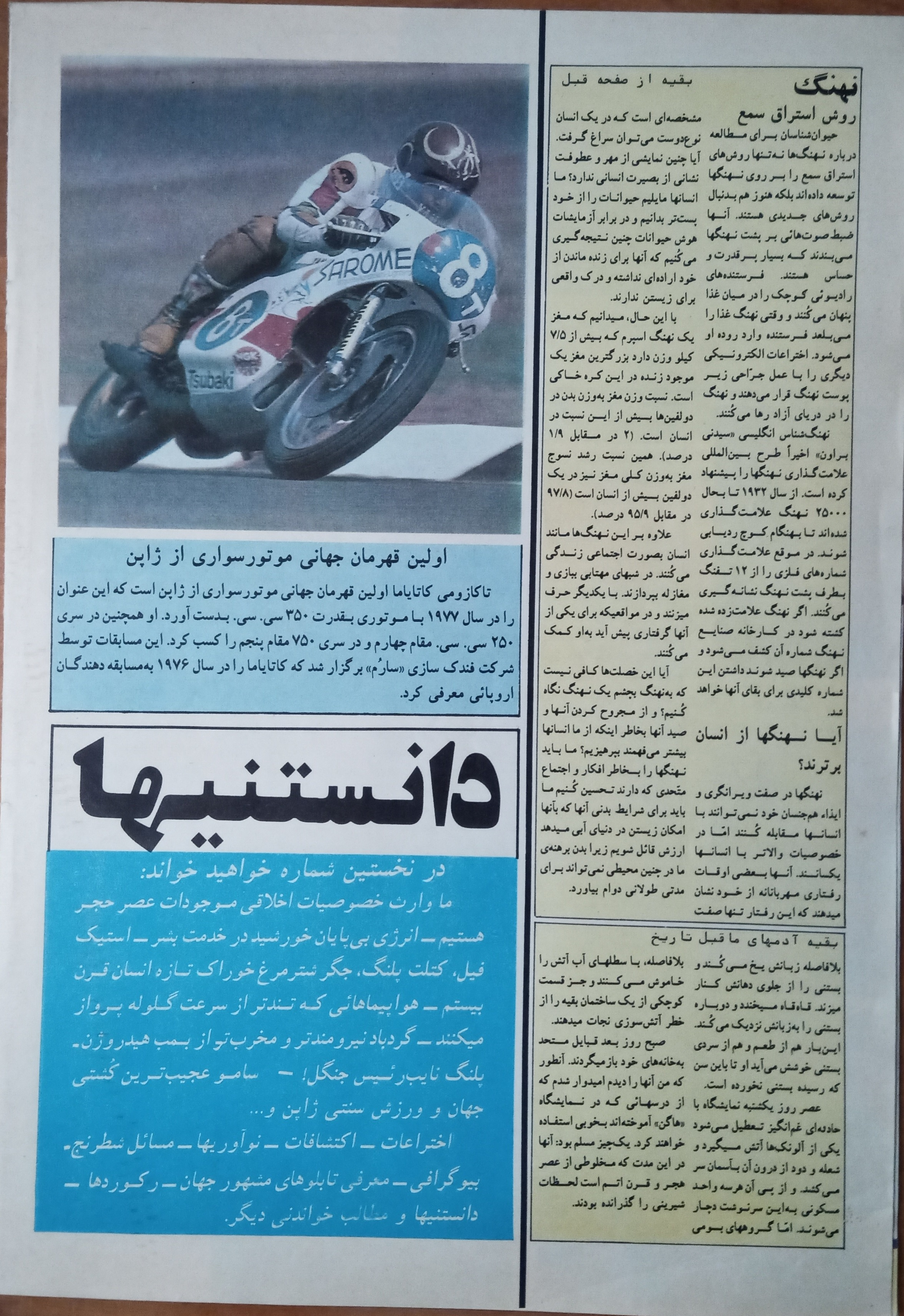